# Evento subsequente
Evento subsequente, conforme as normas brasileiras de auditoria, é um fato ocorrido entre a data das demonstrações contábeis e a data do parecer do auditor independente e que chegou ao conhecimento do auditor após a data do seu parecer.
Segundo a norma NBC TA 560, ao tomar conhecimento de algum evento subsequente, o auditor deve:
- discutir o assunto com a administração da entidade.
- determinar se as demonstrações contábeis precisam ser alteradas;
- indagar como a administração pretende tratar o assunto nas demonstrações contábeis.

## Ligação externa
- Conselho Federal de Contabilidade: NBC TA 560 - Eventos Subsequentes.